# QX Gaygalan 2021
QX Gaygalan 2021 blev ingen gala inför publik, men priser delades ut under samma namn i ett tillkännagivande av respektive vinnare över internet 28 februari 2021. Den regelrätta galan kunde inte hållas på grund av den rådande coronaviruspandemin. Det skulle ha varit den 23:e gången galan arrangerades på initiativ av tidningen QX.
Arrangören försökte göra en TV-sänd gala utan publik tillsammans med TV4, men hade svårt att få sponsorer och menade att publiken var ett alltför viktigt inslag i den traditionella galan. I stället presenterades vinnarna på tidningen QX webbsida dagen innan det planerade datumet. Kronprinsessan Victoria, som vann Årets hetero, fick sitt pris och fotograferades på Haga slott. Vinnarna bjöds annars på en separat tillställning på restaurang Hasselbacken i Stockholm där de fick sina priser och fotograferades till tidningens mars-nummer. Tidningen kom sedan ut med två olika omslag från fotograferingen, ett med kronprinsessan Victoria och ett med musikartisten Darin, som fick priset "årets HBTQ". Priser delades ut i 14 kategorier som delades ut av QX läsare, samt Hederspriset som utsågs av tidningens redaktion.

## Nominerade och vinnare
Vinnarna listade i fetstil.
| Årets HBTQ | Årets hetero |
| --- | --- |
| - Darin - Tove Styrke - Silvana Imam - Patrik Fernlund - Mian Lodalen | - Kronprinsessan Victoria - Rolf Lassgård - Emma Frans - Alice Bah Kuhnke - Agnes |
| Årets Hederspris | |
| Jan Hammarlund, musiker och HBTQ-pionjär | |
| Årets drag | Årets film |
| - Carnita Molida - Miss Vanity - Imaa Queen - Admira Thunderpussy - Zizi Buffet (vinnare av Dragqueen of the Year 2020) | - Min pappa Marianne - Eurovision Song Contest: The Story of Fire Saga - Are We Lost Forever - Alltid Amber - Oss pojkar emellan |
| Årets ställe | Årets låt |
| - Mälarpaviljongen - Backdoor - Secret Garden - Side Track - Bee Bar | - En säng av rosor – Darin - Jag mår bra nu – Molly och Newkid - Säg mig var du står – Carola och Zara - Ett långsamt farväl – Benjamin Ingrosso - Svag – Viktor Leksell                                                                |
| Årets scen | Årets bok |
| - Fucking Åmål – Teater Västernorrland - Hybris – Pernilla Wahlgren - Diskostrul – Victoriateatern - La Cage Aux Folles – Gävles Lyriska Sällskap - Klaus Nomi – Kungliga Operan | - Lisa & Lilly – Mian Lodalen - Jag, Caroline – Caroline Farberger - Avklädd – Lars Wallin/Samuel Åhman - Vi är Orlando – Johan Hilton - I huvudet på.. – Lotta Schelin                                                                 |
| Årets TV-program | Årets TV-stjärna |
| - Så mycket bättre - Bonde söker fru - Schitts Creek - The Crown - Robinson | - Benjamin Ingrosso - Clara Henry - Edward af Sillén - Karl Fredrik Gustafsson - Ragnar Westberg Martinez |
| Årets Keep Up The Good Work | Årets duo |
| - SHL Pride Week, SHL vill underlätta för ishockeyspelare att komma ut och upmärksammar att ingen svensk elitspelare gjort det - Bland drakar & dragqueens, Petter Wallenbergs sagostund för barn med drugor - Robin Delselius, gav sjukvårdspersonal 50% rabatt i sitt kafé - Oskar Sternulf, gör "komma-ut-dialoger" för högstadieelever - Fredrik Robertsson, insamlingar till Regnbågsfonden | - Edvin och Johanna, poddandet - Admira Thunderpussy och Madame Heinz, dragshow - Lili och Susie, Så mycket bättre 2020 - Alice och Linda, TV-programmet Tack Gud jag är homo - Tobias och Andreas, samkönat danspar i Let's dance 2020 |
| Årets podd | Årets Favorit på sociala medier |
| - Ursäkta, Johanna Nordström och Edvin Törnblom - Mark & Jonas, Mark Levengood och Jonas Gardell - Drottningmötet, Robert Fux - Doubletrouble med Eva och Efva, Eva Dahlgren och Efva Attling - Eurovision Legends, Emil Löfström | - TNKVRT, Daniel Lamm på instagram - Clara Henry - Martin Redhe Nord - Linus Mauritz - Mariette |